# 비치 (영화)
《비치》(영어: The Beach)는 대니 보일이 감독을 맡고 알렉스 가랜드가 쓴 1996년에 출판한 동명의 소설을 각색한 존 홋지가 각본을 맡은 2000년의 모험 드라마 영화이다. 레오나르도 디카프리오, 비르지니 르두아엥, 기욤 카네, 로버트 칼라일, 틸다 스윈턴, 패터슨 조셉등이 출연하였다. 영화는 태국의 피피섬에서 촬영되었다.

## 출연
- 레오나르도 디카프리오 - 리처드
- 틸다 스윈턴 - 살
- 로버트 칼라일 - 대피
- 비르지니 르두아앵 - 프랑수아스
- 기욤 카네 - 에티엥
- 패터슨 조셉 - 키티
- 라르스 아렌츠-한센 - 벅스
- 피터 영블러드 힐스 - 제프
- 제리 스윈돌 - 새미
- 젤다 틴스카 - 소냐
- 빅토리아 스머핏 - 일기예보 아나운서
- 다니엘 칼타기론 - 언히지닉스
- 피터 거비저 - 그레고리오
- 리디야 조브키츠 - 미랴나
- 새뮤얼 고프 - 기타치는 사내
- 스타판 실봄 - 크리스토
- 유카 힐투넨 - 칼
- 망누스 린드그렌 - 스텐
- 아브히자티 주사쿨 - 농부 리더
- 루크 파커 - 염소 목동
- 엠마 리나 그리프스 - 웨이트리스
- Sanya 'Gai' Cheunjit - 농부
- Kaneung 'Nueng' Kenia - 농부
- Somchai Santitarangkul - 농부
- Seng Kawee - 농부
- Somkuan 'Kuan' Siroun - 농부

## SBS 성우진 (2003년 8월 3일)
- 강수진 - 리차드(레오나르도 디카프리오)
- 장유진 - 샘(틸다 스윈턴)
- 함수정 - 프랑소와즈(비르지니 르두아앵)
- 엄태국 - 에띠엔(기욤 카네)
- 박지훈 - 대피(로버트 칼라일)
- 김태웅
- 손원일
- 이진홍
- 송준석
- 오길경
- 양석정
- 이현주

## 같이 보기
- 피피섬